# リー・マクフェイル

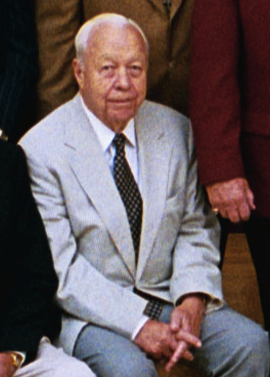
2004年

リー・マクフェイル（Leland Stanford MacPhail Jr., 1917年10月25日 - 2012年11月8日）は、メジャーリーグのアメリカンリーグ第5代会長。1917年テネシー州ナッシュビル生まれ。1974年から1984年までアメリカンリーグ会長を務めるなど、球団、リーグ運営で様々な役職を歴任した。

## 来歴・人物
サワースモア大学卒業後、1941年にインターステートリーグの運営管理者となったのが彼の経歴の最初である。その後1948年から1958年までの間、ニューヨーク・ヤンキースの選手責任者を務めた。彼が役職にあった11年間の間、ヤンキースは計9度のリーグ制覇を納めている。
その後は1958年からボルチモア・オリオールズの代表とゼネラルマネージャーとなり、1965年には当時のリーグコミッショナーだったウィリアム・エッカートの主席補佐役も務める。1966年、オリオールズがワールドシリーズを制覇すると再びヤンキースの運営に復帰し、1973年までヤンキースの運営に携わっていた。
1973年に第5代のアメリカンリーグ会長に就任。リーグ会長としての在任期間は約10年だが、その間には1977年のリーグ球団拡張（トロント・ブルージェイズとシアトル・マリナーズが加盟）と、アメリカンリーグにおける指名打者制度の導入などを行っている。1983年からは、メジャーリーグ機構と選手組合との間の仲介役を務めていた。

1983年7月にニューヨーク・ヤンキース対カンザスシティ・ロイヤルズの試合で発生した「パインタール事件」では、ロイヤルズからの提訴をアメリカンリーグ会長として受け付け、審判の判定を覆してロイヤルズのジョージ・ブレットの逆転本塁打を有効と裁定し、試合の再開を命じた。
1998年にアメリカ野球殿堂入り。交響楽が趣味だったようで、リーグの全てのフランチャイズ都市でのコンサートに出席したという経歴も持っている。彼の父親のラリー・マクフェイルはシンシナティ・レッズ、ブルックリン・ドジャースなどの経営に携わり、1978年にアメリカ野球殿堂入りを果たしている。また彼の息子のアンディ・マクフェイルは、1980年代後半以降ミネソタ・ツインズのゼネラルマネージャーやシカゴ・カブスの球団代表などを歴任している。
2012年11月8日、フロリダ州デルレイビーチの自宅で死去。95歳没。